# Green Mamba Football Club
Pour les articles homonymes, voir Mamba (homonymie).
Le Green Mamba Football Club est un club swazilandais de football basé à Malkerns.

## Histoire
Le Green Mamba Football Club est fondé en 1987

## Palmarès
- Championnat de l'Eswatini (3)
  - Champion : 2011, 2019, 2023

- Coupe d'Eswatini (1)
  - Vainqueur : 2004